# Selva amazónica

Mapa de las ecorregiones de la selva amazónica delineadas por el WWF en verde oscuro y la Cuenca de drenaje del Amazonas en verde claro.

La selva amazónica es un bosque tropical y subtropical húmedo de hoja ancha y selva tropical húmeda del bioma amazónico que cubre la mayor parte de la cuenca del Amazonas de Sudamérica. Esta cuenca abarca 7 000 000 km² (2 702 702,7 mi²), de los cuales 6 000 000 km² (2 316 602,3 mi²) están cubiertos por la selva tropical. Esta región incluye territorio perteneciente a nueve naciones y 3.344 territorios indígenas formalmente reconocidos.
La mayor parte de la selva, el 60%, se encuentra en Brasil, seguida de Perú con el 13%, Colombia con el 10%, y con cantidades menores en Bolivia, Ecuador, Guayana Francesa, Guyana, Surinam y Venezuela. Cuatro naciones tienen «Amazonas» como nombre de una de sus regiones administrativas de primer nivel, y Francia utiliza el nombre de «Parque Amazónico Guayanés» para la zona de selva tropical protegida de la Guayana Francesa. La Amazonia representa más de la mitad de las selvas tropicales que quedan en la Tierra, y comprende la mayor y más biodiversa extensión de selva tropical del mundo, con unos 390.000 millones de árboles individuales de unas 16.000 especies.
Más de 30 millones de personas de 350 grupos étnicos diferentes viven en la Amazonia, que se subdivide en 9 sistemas políticos nacionales diferentes y 3.344 territorios indígenas formalmente reconocidos. Los pueblos indígenas representan el 9% de la población total, y 60 de los grupos permanecen en gran medida aislados.
La deforestación a gran escala se está produciendo en la selva, creando diferentes efectos perjudiciales. Las pérdidas económicas debidas a la deforestación en Brasil podrían ser aproximadamente 7 veces superiores en comparación con el coste de todos los productos básicos producidos a través de la deforestación. En 2023, el Banco Mundial publicó un informe proponiendo un programa económico no basado en la deforestación en la región.
A partir del enfriamiento global que empezó en el Oligoceno (hace 30 millones de años atrás) la selva amazónica se fue separando de la mata atlántica, habiendo formado hasta entonces una sola área selvática. La  separación se dio a medida que la vegetación de la caatinga, el Cerrado y el Chaco se extendió por Brasil, Bolivia y Paraguay reemplazando la selva.

## Etimología
Se dice que el nombre Amazonas surgió de una guerra que Francisco de Orellana libró con los Tapuyas y otras tribus. Las mujeres de la tribu lucharon junto a los hombres, como era su costumbre. Orellana derivó el nombre Amazonas de las Amazonas de la mitología griega, descritas por Heródoto y Diodoro.

## Causas de la alta biodiversidad
Existen varias teorías que intentan explicar la alta biodiviersidad de forma general. También hay ciertos aspectos de la geografía y paleogeografía que se han propuesto para explicar al menos parcialmente la biodiversidad de la Amazonia.

## Historia

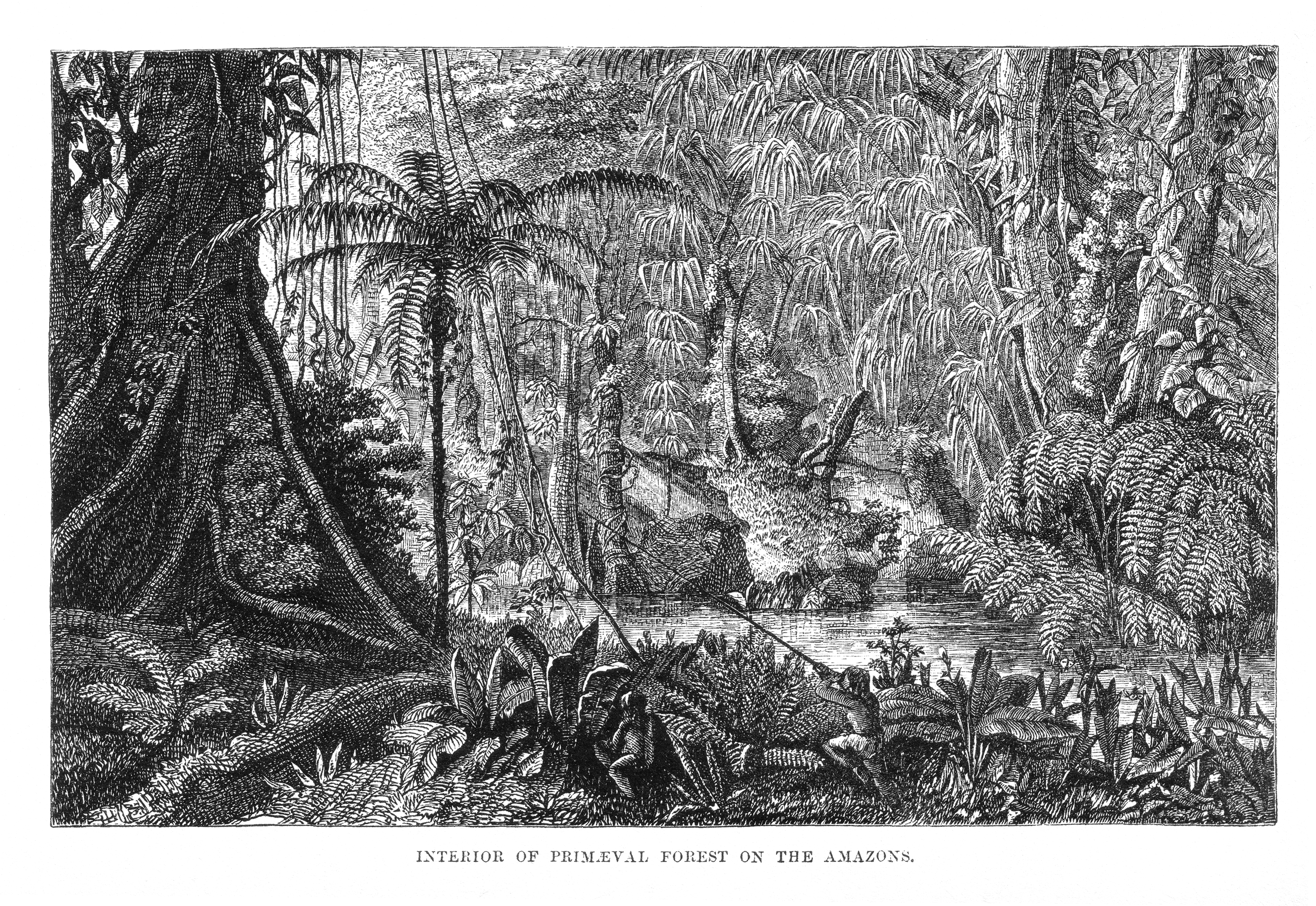
Imagen de la obra de Henry Bates de 1863 The Naturalist on the River Amazon.

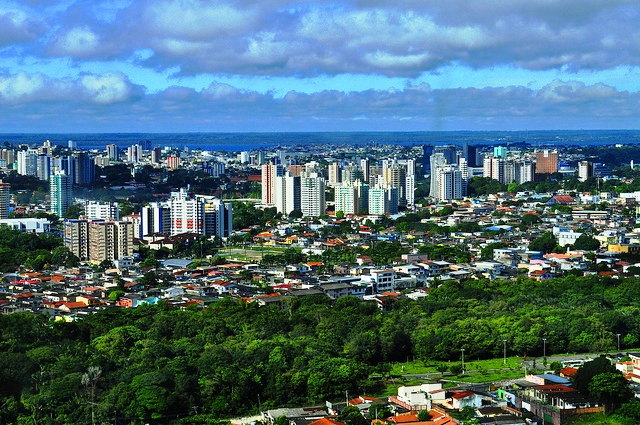
Manaos, con 2,2 millones de habitantes, es la mayor ciudad de la cuenca amazónica.

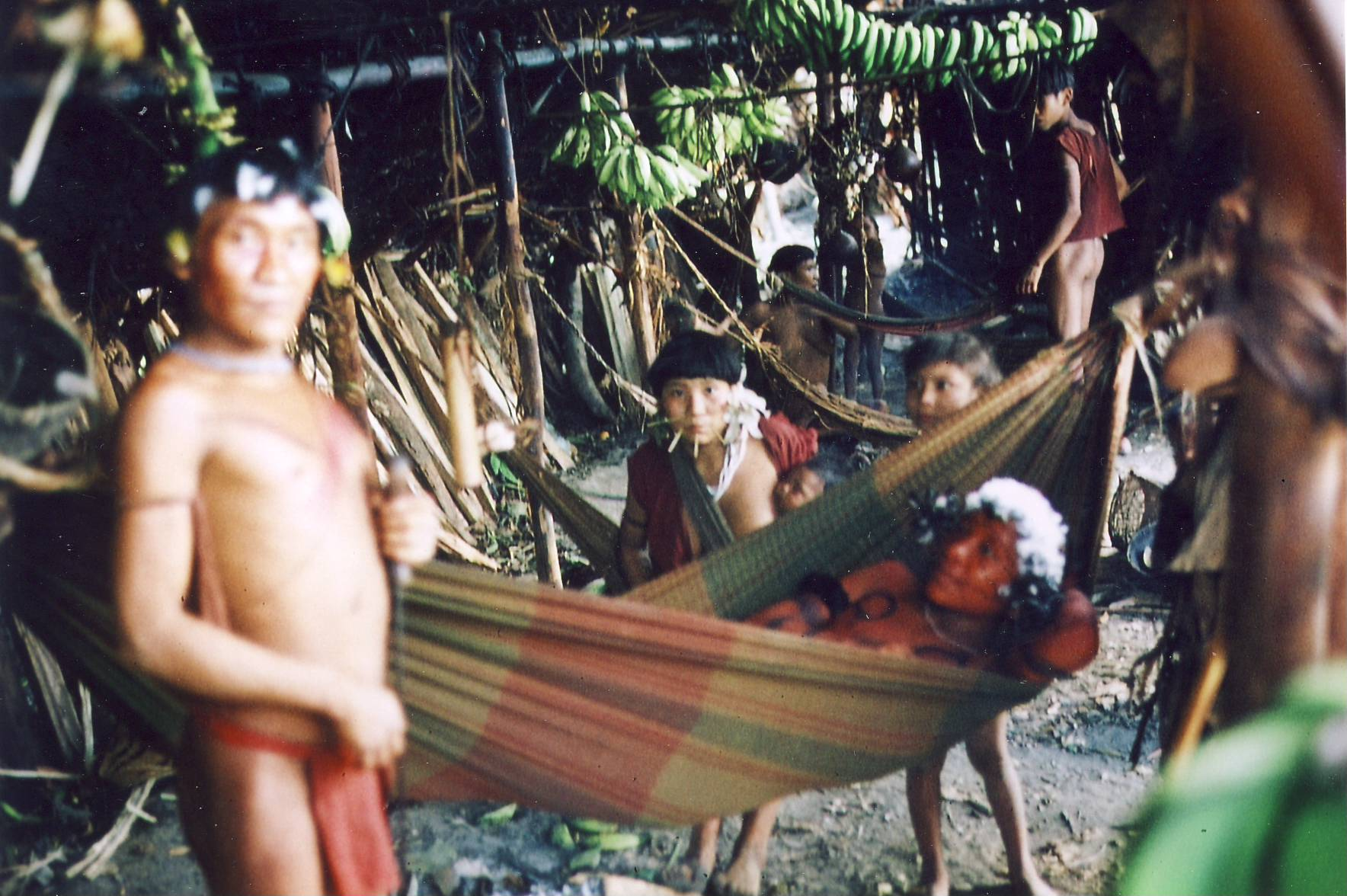
Los Yanomami son un grupo de aproximadamente 32.000 indígenas que viven en la selva amazónica.

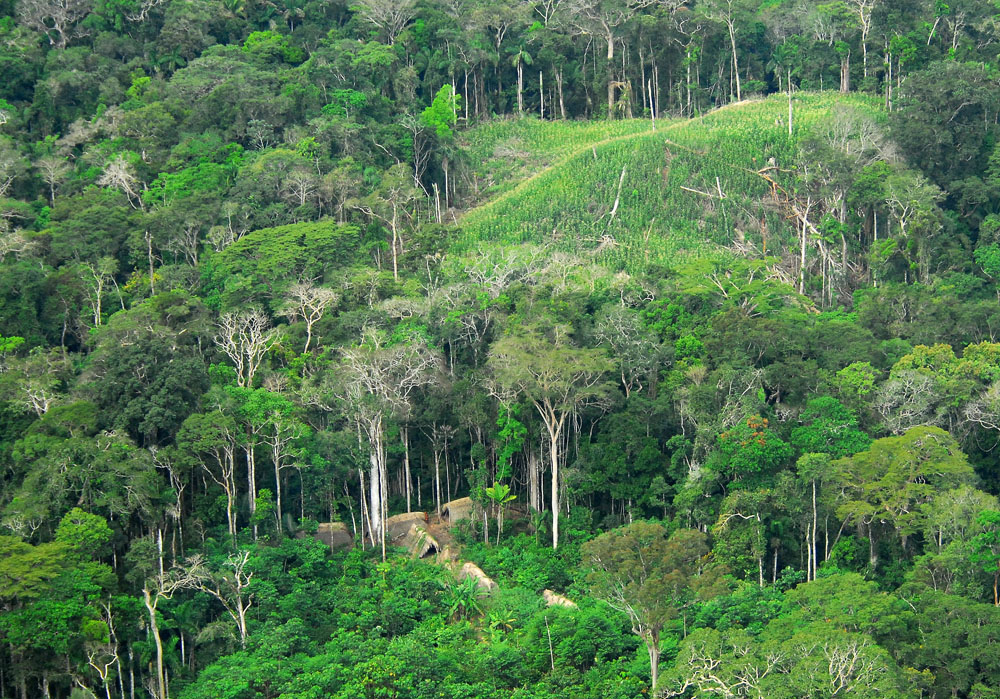
Miembros de una tribu no contactada encontrada en el estado brasileño de Acre en 2009

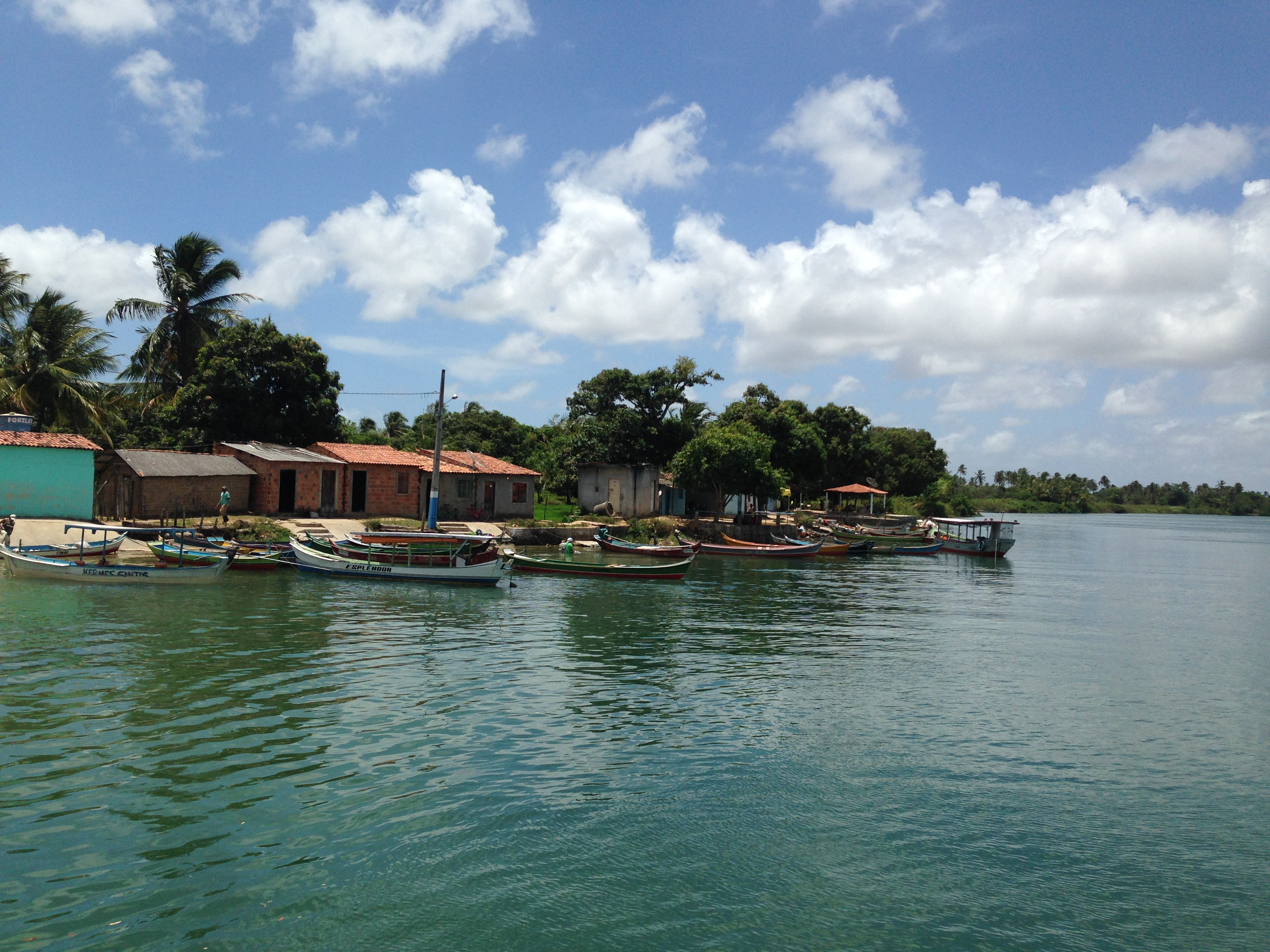
Viviendas de los ribeirinhos, un grupo rural tradicional no indígena que vive cerca de los ríos.

Según las evidencias arqueológicas de una excavación en Caverna da Pedra Pintada, los primeros habitantes humanos se asentaron en la región amazónica hace al menos 11.200 años. El desarrollo posterior condujo a asentamientos tardoprehistóricos a lo largo de la periferia del bosque hacia 1250 d. C., lo que indujo alteraciones en la cubierta forestal.
Durante mucho tiempo, se pensó que la selva amazónica no estaba más que escasamente poblada, ya que era imposible mantener una gran población mediante la agricultura dada la pobreza del suelo. La arqueóloga Betty Meggers fue una destacada defensora de esta idea, como describe en su libro Amazonia: El hombre y la cultura en un paraíso falso. Afirmaba que una densidad de población de 0,2 pobladores por kilómetro cuadrado es la máxima que se puede sostener en la selva tropical mediante la caza, siendo necesaria la agricultura para albergar a una población mayor. Sin embargo, recientes hallazgos antropológicos han sugerido que la región estaba en realidad densamente poblada. Los yacimientos del Valle de Upano en el actual este de Ecuador son anteriores a todas las sociedades amazónicas complejas conocidas.
Unas 5 millones de personas podrían haber vivido en la región amazónica en 1500 d. C., divididos entre densos asentamientos costeros, como el de la cultura Marajó, y habitantes del interior. Basándose en proyecciones de producción de alimentos, una estimación sugiere más de 8 millones de personas viviendo en el Amazonas en 1492.  En 1900, la población indígena nativa había descendido a 1 millón de personas y a principios de la década de 1980 era inferior a 200.000.
El primer europeo en recorrer la longitud del río Amazonas fue Francisco de Orellana en 1542. El programa de la BBC Unnatural Histories presenta pruebas de que Orellana, en lugar de exagerar sus afirmaciones como se pensaba anteriormente, tenía razón en sus observaciones de que una civilización compleja estaba floreciendo a lo largo del Amazonas en la década de 1540. La agricultura precolombina en la cuenca del Amazonas era lo suficientemente avanzada como para sustentar sociedades prósperas y populosas. Se cree que la civilización fue posteriormente devastada por la propagación de enfermedades procedentes de Europa, como la viruela. Esta civilización fue investigada por el explorador británico Percy Fawcett a principios del siglo XX.  Los resultados de sus expediciones no fueron concluyentes, y desapareció misteriosamente en su último viaje.  Su nombre para esta civilización perdida fue la Ciudad de Z.
Desde la década de 1970, se han descubierto numerosos geoglifos en terrenos deforestados que datan de entre los años 1 y 1250 d. C., lo que refuerza las afirmaciones sobre las civilizaciones de la Precolombina. A Ondemar Dias se le atribuye el primer descubrimiento de los geoglifos en 1977, y a Alceu Ranzi se le atribuye haber profundizado en su descubrimiento tras sobrevolar Acre.  El programa de la BBC Historias antinaturales presentó pruebas de que la selva amazónica, en lugar de ser un espacio natural prístino, ha sido moldeada por el hombre durante al menos 11.000 años mediante prácticas como la jardinería forestal y la terra preta.  La terra preta se encuentra en grandes extensiones de la selva amazónica y hoy en día se considera un producto de la gestión del suelo indígena. El desarrollo de este suelo fértil permitió la agricultura y la silvicultura en el entorno anteriormente hostil; lo que significa que grandes porciones de la selva amazónica son probablemente el resultado de siglos de gestión humana, en lugar de ocurrir de forma natural como se ha supuesto anteriormente. En la región de la tribu Xingu, restos de algunos de estos grandes asentamientos en medio de la selva amazónica fueron encontrados en 2003 por Michael Heckenberger y colegas de la University of Florida. Entre ellos había evidencias de caminos, puentes y grandes plazas. 
En el Amazonas, ha habido luchas y guerras entre las tribus vecinas de los Jíbaros. Varias tribus del grupo jíbaro, entre ellas el pueblo shuar, practicaban la caza de cabezas para obtener trofeos y el encogimiento de cabezas. Los relatos de los misioneros a la zona en las tierras fronterizas entre Brasil y Venezuela han relatado constantes luchas intestinas en las tribus yanomami. Más de un tercio de los varones yanomami, por término medio, morían a causa de la guerra.
Los Mundurukú eran una tribu guerrera que se expandió a lo largo del río Tapajós y sus afluentes y eran temidos por las tribus vecinas. A principios del siglo XIX, los Mundurukú fueron pacificados y subyugados por los brasileños.
Durante el auge del caucho amazónico se estima que las enfermedades traídas por los inmigrantes, como el tifus y la malaria, mataron a 40.000 nativos amazónicos.
En la década de 1950, el explorador brasileño y defensor de los pueblos indígenas Cândido Rondon apoyó la campaña de los hermanos Villas-Bôas, que se enfrentó a una fuerte oposición del gobierno y de los ganaderos de Mato Grosso y condujo a la creación del primer Parque Nacional brasileño para los indígenas a lo largo del río Xingu en 1961.
En 1961, el explorador británico Richard Mason fue asesinado por una tribu amazónica conocida como Panará.
Los Matsés establecieron su primer contacto permanente con el mundo exterior en 1969. Antes de esa fecha, estaban efectivamente en guerra con el gobierno peruano.